# اسپنر فیلمز
اسپنر فیلمز یک شرکت مستندسازی کوچک مستقر در لندن است که توسط فرنی آرمسترانگ در سال ۱۹۹۷ تأسیس شد.